# Floodland
| Recensione        | Giudizio |
| ----------------- | -------- |
| AllMusic          |          |
| Classic Rock      | [ 2 ]    |
| Rolling Stone     | [ 3 ]    |
| Sputnikmusic      | 4/5      |
| The Village Voice | C+       |

Floodland è il secondo album in studio del gruppo gothic rock inglese The Sisters of Mercy, pubblicato il 13 novembre 1987.

## Tracce
Testi e musiche di Andrew Eldritch, eccetto dove indicato.
1. Dominion/Mother Russia – 7:00
2. Flood I – 6:23
3. Lucretia My Reflection – 4:57
4. 1959 – 4:14
5. This Corrosion – 10:55
6. Flood II – 6:46
7. Driven Like The Snow – 6:28
8. Never Land (A Fragment) – 3:00
9. Torch – 3:55
10. Colours – 7:22
11. Never Land (Full Length) – 11:59 – Remastered CD 2006 - Previously unreleased da "Floodland sessions"
12. Emma – 6:20 (Brown, Wilson) – Remastered CD 2006

## Formazione
- Andrew Eldritch - voce, tastiere, sintetizzatori, chitarra, basso, programmazioni
- Patricia Morrison - basso, voce
- Doktor Avalanche (drum machine) - batteria

### Produzione
- Larry Alexander - ingegneria del suono
- Roy Neave - ingegneria del suono
- Dave Schultz - rimasterizzazione

## Classifiche
| Classifica (2022) | Posizione massima |
| ----------------- | ----------------- |
| Grecia            | 75                |